# Turmhügel Hütten
Der Turmhügel Hütten ist eine abgegangene mittelalterliche Turmhügelburg (Motte) auf der Halbinsel der Haidenaab hinter der St.-Laurentius-Kirche von Hütten, einem Ortsteil der Gemeinde Grafenwöhr im oberpfälzischen Landkreis Neustadt an der Waldnaab in Bayern. Diese Niederungsburg wird als Bodendenkmal unter der Aktennummer D-3-6337-0001 im Bayernatlas als „verebneter mittelalterlicher Turmhügel“ geführt. 

## Geschichte
Die Burg stand nördlich der Laurentiuskirche an der Haidenaab beim „Alten Schloss“ auf der „Penslpaint“. Das Schloss war wegen des sumpfigen Geländes auf Pfahlrosten gebaut, von einem Wassergraben umgeben, zweistöckig, aus Stein und mit Ziegeln bedeckt, wie eine Karte aus dem 16. Jahrhundert zeigt. 1914 wurden beim Bau eines Entwässerungsgrabens Teile des Holzrostes, Waffen und Kacheln gefunden. Nach Errichtung des neuen Schlosses 1606 wurde das alte Wasserschloss als Gutswirtshaus genutzt, 1772 sind alle Gebäude auf der Pfahlinsel verschwunden. 

## Beschreibung
Die Halbinsel ist von drei Seiten durch den Fluss geschützt und die Motte war durch einen Graben vom Ufer aus abgeriegelt. Der quadratische Turmhügel war 3 m hoch, ist aber im 20. Jahrhundert durch den Besitzer Schlör einplaniert worden. Bei der Anlage einer Drainage wurden mittelalterliche Keramik, Eisengeräte, Waffen und viele Pfähle gefunden, die im Besitz des Grundeigentümers verblieben. Vor einigen Jahren wurde angeregt, die Gegend um Neustadt an der Waldnaab mit den ehemaligen Turmhügelburgen archäologisch, geologisch und historisch zu erschließen.